# 가루 (가수)
피에르 가랑(Pierre Garand, 1972년 6월 26일 ~ )은 가루(Garou)라는 이름으로 잘 알려진 캐나다의 싱어송라이터이다.